# Пет О'Гара Вуд
Пет О'Гара Вуд (англ. Pat O'Hara Wood; 30 квітня 1891 — 3 грудня 1961) — колишній австралійський тенісист.
Найвищу одиночну позицію світового рейтингу — 7 місце досяг 1922 року (за даними А. Волліса Маєрса).
Здобув 19 одиночних титулів.
Перемагав на турнірах Великого шолома в одиночному, парному та змішаному парному розрядах.
Завершив кар'єру 1929 року.

## Фінали на турнірах Великого шлему

### Одиночний розряд:2 перемоги
| Результат | Рік  | Турнір                | Покриття | Суперник      | Рахунок                 |       |
| --------- | ---- | --------------------- | -------- | ------------- | ----------------------- | ----- |
| Перемога  | 1920 | Чемпіонат Австралазії | Трава    | Роналд Томас  | 6–3, 4–6, 6–8, 6–1, 6–3 | [ 4 ] |
| Перемога  | 1923 | Чемпіонат Австралазії | Трава    | Берт Ст. Джон | 6–1, 6–1, 6–3           | [ 4 ] |

### Парний розряд: 11 (5–6)
| Результат | Рік  | Турнір                | Покриття | Партнер           | Суперники                       | Рахунок                  |       |
| --------- | ---- | --------------------- | -------- | ----------------- | ------------------------------- | ------------------------ | ----- |
| Перемога  | 1919 | Чемпіонат Австралазії | Трава    | Роналд Томас      | Джеймс Андерсон Артур Лоу       | 7–5, 6–1, 7–9, 3–6, 6–3  | [ 5 ] |
| Перемога  | 1919 | Вімблдонський турнір  | Трава    | Роналд Томас      | Родні Гіт Рендолф Лайсетт       | 6–4, 6–2, 4–6, 6–2       | [ 6 ] |
| Перемога  | 1920 | Чемпіонат Австралазії | Трава    | Роналд Томас      | Горас Райс Рой Тейлор           | 6–1, 6–0, 7–5            | [ 7 ] |
| Поразка   | 1922 | Вімблдонський турнір  | Трава    | Джералд Паттерсон | Джеймс Андерсон Рендолф Лайсетт | 6–3, 9–7, 4–6, 3–6, 9–11 | [ 6 ] |
| Поразка   | 1922 | Чемпіонат США         | Трава    | Джералд Паттерсон | Вінсент Річардс Білл Тілден     | 6–4, 1–6, 3–6, 4–6       | [ 8 ] |
| Перемога  | 1923 | Чемпіонат Австралазії | Трава    | Берт Ст. Джон     | Дадлі Буллоу Горас Райс         | 6–4, 6–3, 3–6, 6–0       | [ 5 ] |
| Поразка   | 1924 | Чемпіонат Австралазії | Трава    | Джералд Паттерсон | Джеймс Андерсон Норман Брукс    | 2–6, 4–6, 3–6            | [ 5 ] |
| Поразка   | 1924 | Чемпіонат США         | Трава    | Джералд Паттерсон | Говард Кінсі Роберт Кінсі       | 5–7, 7–5, 9–7, 3–6, 4–6  | [ 8 ] |
| Перемога  | 1925 | Чемпіонат Австралазії | Трава    | Джералд Паттерсон | Джеймс Андерсон Фред Калмс      | 6–4, 8–6, 7–5            | [ 5 ] |
| Поразка   | 1926 | Чемпіонат Австралазії | Трава    | Джеймс Андерсон   | Джон Гоукс Джералд Паттерсон    | 1–6, 4–6, 2–6            | [ 5 ] |
| Поразка   | 1927 | Чемпіонат Австралії   | Трава    | Ієн Макіннес      | Джон Гоукс Джералд Паттерсон    | 6–8, 2–6, 1–6            | [ 5 ] |

### Мікст:1 перемога
| Результат | Рік  | Турнір               | Покриття | Партнер        | Суперники                     | Рахунок  |       |
| --------- | ---- | -------------------- | -------- | -------------- | ----------------------------- | -------- | ----- |
| Перемога  | 1922 | Вімблдонський турнір | Трава    | Сюзанн Ленглен | Елізабет Раян Рендолф Лайсетт | 6–4, 6–3 | [ 9 ] |